# Інструкція перемикач
Інструкція перемикач (англ. Switch statement), також знана як інструкція вибору та оператор перемикач (switch, case, select або inspect) — це спеціального виду інструкція мови програмування, що забезпечує багатонаправлене (множинне) розгалуження в програмі. Назва інструкції в різних мовах може різнитися, переважно — це інструкції switch, case, select або inspect. Цей механізм вибору існує в більшості імперативних мовах програмування таких як Pascal, Ada, C/C++, C#, Java тощо. Інструкція перемикач дозволяє робити вибір однієї з множини альтернатив.

## Загальний принцип
Вона працює наступним чином:
- Значення виразу послідовно порівнюється з константами із заданого списку.
- У разі виявлення збігу для однієї з умов порівняння виконується послідовність інструкцій, пов'язана з цією умовою.

Хоча багатонаправлене тестування можна реалізувати з допомогою послідовності вкладених інструкцій if, для багатьох ситуацій інструкція switch виявляється ефективнішим рішенням.

## Приклади
Далі наведені прості приклади написані на деяких мовах програмування, що використовують перемикач, які друкують рядок тексту, зміст якого залежить від значення введеного користувачем.

### C, C++, D, Java, PHP, ActionScript, JavaScript
```
switch
 
(
n
)
 
{

  
case
 
0
:

    
printf
(
"Ви ввели нуль."
);

    
break
;

  
case
 
1
:

  
case
 
4
:

  
case
 
9
:

    
printf
(
"n є повним квадратом."
);

    
break
;
  

  
case
 
2
:

    
printf
(
"n парне число."
);

  
case
 
3
:

  
case
 
5
:

  
case
 
7
:

    
printf
(
"n є простим числом."
);

    
break
;

  
case
 
6
:

  
case
 
8
:

    
printf
(
"n парне число."
);

    
break
;

  
default
:

    
printf
(
"Only single-digit numbers are allowed."
);

    
break
;

}

```

### C#
```
switch
 
(
n
)

{

  
case
 
0
:

    
Console
.
WriteLine
(
"Ви ввели нуль."
);

    
break
;

  
case
 
1
:

  
case
 
4
:

  
case
 
9
:

    
Console
.
WriteLine
(
"n є повним квадратом."
);

    
break
;

  
case
 
2
:

    
Console
.
WriteLine
(
"n парне число."
);

    
goto
 
case
 
3
;

  
case
 
3
:

  
case
 
5
:

  
case
 
7
:

    
Console
.
WriteLine
(
"n є простим числом."
);

    
break
;

  
case
 
6
:

  
case
 
8
:

    
Console
.
WriteLine
(
"n парне число."
);

    
break
;

  
default
:

    
Console
.
WriteLine
(
"Only single-digit numbers are allowed."
);

    
break
;

}

```

### Fortran
```
select case
 
(
n
)

   
case
 
(:
-
1
)

    
write
(
*
,
*
)
 
"ви ввели від'ємне число"

   
case
 
(
0
)

    
write
(
*
,
*
)
 
"ви ввели нуль."

   
case
 
(
1
,
4
,
9
)

    
write
(
*
,
*
)
 
"n є повним квадратом."

   
case
 
(
2
)

    
write
(
*
,
*
)
 
"n парне число і дорівнює 2"

   
case
 
(
3
,
5
,
7
)

    
write
(
*
,
*
)
 
"n є простим числом."

   
case
 
(
6
,
8
)

    
write
(
*
,
*
)
 
"n парне число."
      

   
case
 
(
10
:)

    
write
(
*
,
*
)
 
"тільки числа з [0:9]!"
      

   
case 
default

    
write
(
*
,
*
)
 
"яким чином ви сюди потрапили?"
      

end select

```

### Pascal
```
 
case
 
age
 
of

   
0
,
1
:
 
writeln
(
'baby'
)
;

   
2
,
3
,
4
:
 
writeln
(
'toddler'
)
;

   
5
..
12
:
 
writeln
(
'kid'
)
;
 

   
13
..
19
:
 
writeln
(
'teenager'
)
;
 

   
20
..
25
:
 
writeln
(
'young'
)
;
 

   
else
 
writeln
(
'old ;)'
)
;
 

 
end
;

```

### Perl
```
use
 
feature
 
'switch'
;

given
 
(
$foo
)
 
{

    
when
 
(
undef
)
 
{

        
say
 
'$foo is undefined'
;

    
}

    
when
 
(
"foo"
)
 
{

        
say
 
'$foo is the string "foo"'
;

    
}

    
when
 
([
1
,
3
,
5
,
7
,
9
])
 
{

        
say
 
'$foo is an odd digit'
;

        
continue
;
 
# Fall through

    
}

    
when
 
(
$_
 
<
 
100
)
 
{

        
say
 
'$foo is numerically less than 100'
;

    
}

    
when
 
(
\&
complicated_check
)
 
{

        
say
 
'a complicated check for $foo is true'
;

    
}

    
default
 
{

        
die
 
"I don't know what to do with $foo"
;

    
}

}

```